# Woodlawn Park (Kentucky)
Woodlawn Park è un comune degli Stati Uniti d'America, situato nello Stato del Kentucky, nella contea di Jefferson.